# 早出町
早出町（そうでちょう）は、静岡県浜松市中央区の町名。丁番を持たない単独町名である。住居表示未実施。面積は0.9942km2。

## 地理
馬込川の東側、および中央区中心部の東寄りに位置する。中央区上島三丁目・同四丁目・十軒町・曳馬三丁目・細島町、小池町・中田町、上新屋町、丸塚町・上西町と接する。遠州鉄道鉄道線の曳馬駅、上島駅に近いため、町内は住宅地としての発展が著しく、住宅密集地となっている。

## 世帯数と人口
2018年（平成30年）12月1日現在の世帯数と人口は以下の通りである。
| 町丁   | 世帯数    | 人口    |
| ------ | --------- | ------- |
| 早出町 | 3,062世帯 | 7,085人 |

## 小・中学校の学区
市立小・中学校に通う場合、学区は以下の通りとなる。
| 区域               | 小学校             | 中学校             |
| ------------------ | ------------------ | ------------------ |
| 東セロ跡地及南側   | 浜松市立船越小学校 | 浜松市立八幡中学校 |
| 上、中根北及中根南 | 浜松市立上島小学校 | 浜松市立曳馬中学校 |
| その他             | 浜松市立曳馬小学校 | 浜松市立曳馬中学校 |

## 交通

### バス
遠鉄バス2早出線 バス停
- （浜松駅 方面 - ）早出新田 - 下屋敷 - 早出町 - 中根公園 - 上北 - 早出上公園（ - イオンモール浜松市野 方面）

## 施設
- 早出南公園
- 早出西公園
- 早出蒲北公園
- 早出中根公園
- 早出上公園
- リバーサイドパーク
- 馬込川早出緑地
- フィールみのりタウン
- マックスバリュエクスプレス浜松早出店
- かきこや早出店
- スギ薬局早出店
- セブン-イレブン浜松早出町店
- ファミリーマート浜松早出南店

## その他

### 日本郵便
- 郵便番号 : 435-0054[3]（集配局：浜松東郵便局[6]）。

### 警察
警察の管轄は以下の通りである。
| 番・番地等 | 警察署         | 交番・駐在所 |
| ---------- | -------------- | ------------ |
| 全域       | 浜松中央警察署 | 曳馬交番     |